# Schweiz i olympiska vinterspelen 1936
Schweiz deltog i olympiska vinterspelen 1936. Schweiz trupp bestod av 34 idrottare, 30 män och 4 kvinnor.

## Medaljer

### Guld
- Bob
  - Fyra-manna: Pierre Musy, Arnold "Noldi" Gartmann, Charles Bouvier och Joseph Beerli

### Silver
- Bob
  - Två-manna: Fritz Feierabend och Joseph Beerli
  - Fyra-manna: Reto Capadrutt, Hans Aichele, Fritz Feierabend och Hans Bütikofer

## Sporter
- Alpin skidåkning
  - Marcelle Bühler
  - Erna Steuri

- Backhoppning
  - Reto Badrutt
  - Richard Bühler
  - Marcel Raymond

- Bob
  - Joseph Beerli
  - Fritz Feierabend
  - Charles Bouvier
  - Arnold "Noldi" Gartmann
  - Pierre Musy
  - Hans Aichele
  - Hans Bütikofer
  - Reto Capadrutt

- Ishockey
  - Ferdinand Cattini
  - Hans Cattini
  - Otto Heller
  - Arnold Hirtz
  - Ernst Hug
  - Albert Künzler
  - Charles Keßler
  - Herbert Keßler
  - Adolf Martignoni
  - Thomas Pleisch
  - Oskar Schmidt
  - Bibi Torriani

- Konståkning
  - Angela Anderes
  - Lucian Büeler
  - Hertha Frey-Dexler

- Längdskidåkning
  - Adolf Freiburghaus
  - Eduard Müller
  - August Sonderegger
  - Willi Bernath (Deltog även i nordisk kombination)

- Nordisk kombination
  - Ernst Berger
  - Oswald Julen